# Vorticisme
Le vorticisme est un mouvement artistique britannique du début du XXe siècle, s'épanouissant entre 1913 et 1915 et regroupant des plasticiens, des poètes et des théoriciens. Il est considéré comme le seul mouvement britannique significatif de cette période, et s'inscrit pour partie dans le prolongement du cubisme. Le terme « vortex » fait allusion aux théories de Umberto Boccioni, affirmant que l'art trouve sa source dans le tourbillon (du latin vortex) des émotions.

## Histoire du mouvement

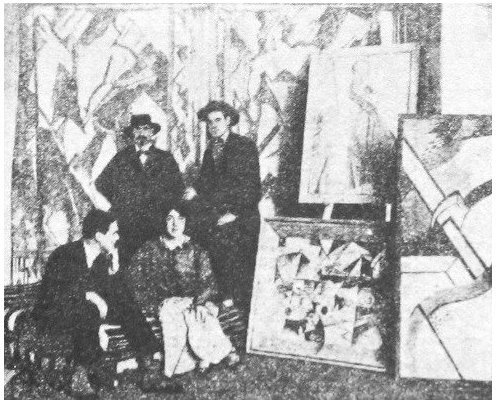
Kate Lechmere, Cuthbert Hamilton (assis), Edward Wadsworth et Wyndham Lewis au Rebel Art Centre, Londres, mars 1914.

Les plasticiens de ce groupe cherchent à se démarquer du cubisme et du futurisme en intégrant à leurs œuvres un rayonnement de lignes courbées ou cassées évoquant un mouvement giratoire.
Le vorticisme, dans un premier temps, trouve son origine dans une dissidence du Bloomsbury Group à la suite d'un désaccord d'ordre financier entre Roger Fry, créateur des Omega Workshops, et Wyndham Lewis, qui s'est senti lésé lors d'une transaction d'objets produits par les ateliers Omega. Mais ce n'est pas là la raison principale.

### 1912
Lewis est un élève de Bergson, au tempérament anarchiste. L'un de ses camarades est T. E. Hulme, également marqué par le bergsonisme.
Les deux amis découvrent d'abord le cubisme, s'entousiasment, puis surtout le futurisme en mars 1912 à Londres lors de la première exposition anglaise des peintres italiens à la Sackville Gallery ; ils s'emballent, tout comme une certaine presse. En mai 1912, Clive Bell, Frederick Etchells (en), Roger Fry, Duncan Grant, Wyndham Lewis, Walter Sickert exposent à Paris, Galerie Barbazanges, et la critique française se monte majoritairement dubitative. En octobre 1912, Roger Fry organise à Londres une nouvelle exposition sur le thème de la postérité du postimpressionnisme français : outre des cubistes comme Picasso et Braque, il y associe Lewis, dont les toiles jouxtent celles de Boccioni.

### 1913
Puis le critique d'art Frank Rutter (en) organise une exposition en octobre 1913 à la Doré Gallery intitulée « Post-Impressionism and Futurism », et à laquelle participe le peintre Christopher Nevinson : de leurs côtés, Lewis et Hulme prennent leurs distances avec le futurisme et notamment les discours théoriques de Filippo Tommaso Marinetti, lequel se veut le seul maître du mouvement. Nevinson se veut de plus en plus proche de Marinetti, ce qui agace profondément Lewis, qui a quitté entre-temps le Camden Town Group.

### 1914
C'est ainsi qu'est fondé, par réaction à certains aspects révoltants du futurisme et de son leader, mais aussi contre certains tenants du cubisme, en mars 1914, à Londres, au 38 Great Ormond Street, le Rebel Art Centre où Lewis est rejoint par quelques autres personnalités, venues soit des Omega Workshops, soit du groupe Bloomsbury, à savoir Edward Wadsworth, Frederick Etchells (en) et Cuthbert Hamilton (en).
Le nom « vorticisme » a été forgé par Ezra Pound en 1913 : Pound qualifie ainsi les productions de Lewis qui récupère ensuite ce mot pour qualifier le groupe.
Le Rebel Art Center ne survit que quelques mois mais lance le mouvement. Lewis milite en faveur de Boccioni et ses propres toiles témoignent dès 1913 d'un attachement stylistique à ce peintre qu'il admire profondément. Le Rebel Art Centre est le lieu d'une intense activité, y prennent place des expositions, des conférences et lectures d'Ezra Pound.
Le 7 juin 1914, nouveau coup de la part de Marinetti et Nevinson qui publient un manifeste intitulé Vital English Art. Futurist Manifesto, dans lequel ils enrôlent les membres du Rebel Art Centre sans leurs consentements. Puis, le 11 juin 1914, le même duo publie en français un nouveau manifeste Contre l'art anglais et font de même : la coupe est pleine ! Le 12 juin, Marinetti termine sa grande tournée européenne par une lecture-performance au Rebel Art Center : il lit un extrait de son recueil, Zang Tumb Tumb, rebaptisé The Battle Of Adrianople, accompagné de Nevinson et Hulme jouant de percussions (tambour, triangle), quand Wyndham Lewis, Henri Gaudier-Brzeska et Jacob Epstein vocifèrent contre Marinetti qui tente au même moment de rallier le groupe anglais à son mouvement.
En réponse à Marinetti, s'ensuit la publication le 2 juillet 1914 du premier numéro de la revue Blast (« explosion »), préparé dès le 20 juin, avec sa couverture magenta, et qui contient le manifeste du mouvement en dix points, et dans lequel Ezra Pound la définit comme étant la revue du Grand Vortex Anglais (« Review of the Great English Vortex ») et écrit que la peinture doit rejeter les « faits, idées, vérités » et ne relever que d’elle-même, puis s'en prend à Picasso et à Marinetti.

### 1915
Un second numéro de Blast sort le 20 juillet 1915, intitulé « War Number », en même temps qu'est organisée une exposition de groupe dans les locaux prêtés par la Doré Gallery. Dans ce numéro, Lewis rappelle que son idéal est la paix.
La dissolution du groupe est en grande partie le fait de la guerre : alors que Gaudier-Brzeska est mort au combat dès juin 1915, Lewis est mobilisé en 1916, Hulme meurt au front en 1917, Edward Wadsworth est enrôlé comme peintre de guerre et de camouflage, tout comme le benjamin du groupe William Roberts (1895-1980) et David Bomberg, lequel ne s'est jamais franchement rallié au vorticisme.

## La revueBlast

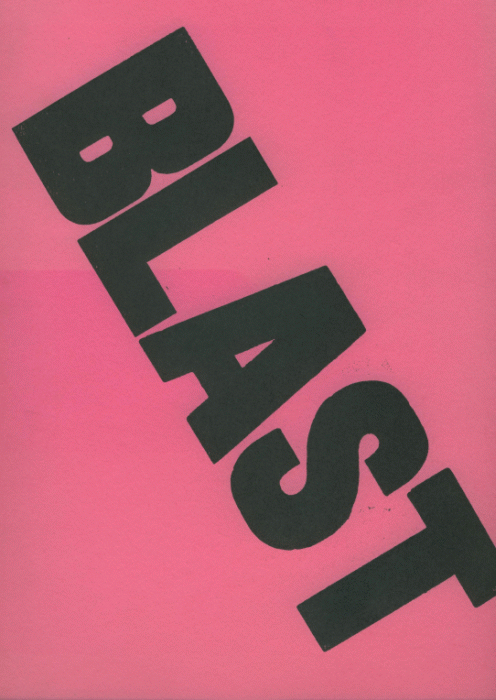
Couverture de Blast no 1, Londres, juillet 1914.

Les vorticistes avaient leur propre revue, Blast, éditée par Wyndham Lewis, lancée le 2 juillet 1914 ; suivit un deuxième et dernier numéro le 15 juillet 1915. Elle publia en particulier des travaux d'Ezra Pound et T. S. Eliot. Son inventivité a été considérée par El Lissitzky comme une des avancées majeures de la révolution du design graphique des années 1920 et 1930.

## Postérité
Les vorticistes ont réalisé une seule exposition majeure, durant l'été 1915, à la Doré Gallery. Puis le mouvement s'étiola, en grande partie à cause de la Première Guerre mondiale, et du fait de l'indifférence du public, de l'arrêt du soutien financier de leur mécène, l'artiste Kate Lechmere (1887-1976) et de l'amorce d'un retour aux méthodes picturales traditionnelles. Les tentatives de faire renaître le mouvement dans les années 1920, sous le nom de « Group X », ont tourné court.
Bien que Lewis soit généralement considéré comme la figure centrale du mouvement, il a été suggéré que cela était davantage dû à ses contacts et à son aptitude à l'auto-publicité et à la polémique qu'à la qualité de ses travaux. En 1956, une exposition à la Tate Gallery, « Wyndham Lewis et les vorticistes », mettait en valeur sa place prééminente dans le mouvement, ce qui a fort irrité quelques autres membres survivants du groupe. Aussi bien David Bomberg que William Roberts ont protesté vivement à propos de l'affirmation de Lewis dans le catalogue, selon laquelle le « vorticisme était, en fait, ce que j'ai dit et fait à une certaine période ».

## Citations
- « Par Vorticisme, nous entendons (a) L’ACTIVITÉ en opposition à la PASSIVITÉ de bon goût de Picasso ; (b) la SIGNIFICATION en opposition au caractère ennuyeux ou anecdotique auquel le naturaliste est condamné ; (c) MOUVEMENT ESSENTIEL et ACTIVITÉ (telle l’énergie d’un esprit) en opposition à la technique cinématographique imitative, l’hystérie et les complexifications à outrance des futuristes. » (Blast, 2, juillet 1915.)

## Membres et assimilés
Le groupe comprend des peintres, sculpteurs, photographes, poètes et théoriciens. On compte quatre femmes peintres : Kate Lechmere (en), financière de la revue, Dorothy Shakespear, épouse de Pound, et enfin Jessica Dismorr et Helen Saunders, en partie oubliées après 1920. L'influence du poète et théoricien T. E. Hulme (1883-1917) est sensible, il fut le compagnon de Kate Lechmere, et fut mobilisé dès août 1914. Proche du Rebel Art Centre, Christopher Nevinson est rejeté dès juin 1914 par le groupe.
- Richard Aldington (1892-1962)
- George Antheil (1900-1959), un des rares musiciens à avoir été approché.
- Malcolm Arbuthnot (1874-1967), photographe écossais
- Lawrence Atkinson (1873-1931)
- David Bomberg (1890-1957), peintre
- Alvin Langdon Coburn (1882-1966)
- Jessica Dismorr (1880-1959)
- T. S. Eliot (1888-1965)
- Jacob Epstein (1880-1959), sculpteur
- Frederick Etchells (en) (1886-1973)
- Henri Gaudier-Brzeska (1891-1915)
- Cuthbert Hamilton (en) (1884-1959)
- T. E. Hulme (1883-1917)
- Kate Lechmere (en) (1887-1973)
- Wyndham Lewis (1882-1957)
- Christopher Nevinson (1889-1946)
- Ezra Pound (1885-1972)
- William Roberts (en) (1895-1980)
- Helen Saunders (1885-1963)
- Dorothy Shakespear (1886-1973)
- Edward Wadsworth (1889-1949)